# Moffett
|  | Aquest article tracta sobre un poble d'Oklahoma. Si cerqueu el volcà d'Alaska, vegeu «Mont Moffett». |

Moffett és un poble dels Estats Units a l'estat d'Oklahoma. Segons el cens del 2000 tenia 179 habitants.

## Demografia
Segons el cens del 2000, Moffett tenia 179 habitants, 61 habitatges, i 40 famílies. La densitat de població era de 531,6 habitants per km².
Dels 61 habitatges en un 34,4% hi vivien nens de menys de 18 anys, en un 37,7% hi vivien parelles casades, en un 14,8% dones solteres, i en un 32,8% no eren unitats familiars. En el 27,9% dels habitatges hi vivien persones soles el 18% de les quals corresponia a persones de 65 anys o més que vivien soles. El nombre mitjà de persones vivint en cada habitatge era de 2,93 i el nombre mitjà de persones que vivien en cada família era de 3,59.
Per edats la població es repartia de la següent manera: un 38,5% tenia menys de 18 anys, un 6,1% entre 18 i 24, un 26,8% entre 25 i 44, un 19% de 45 a 60 i un 9,5% 65 anys o més.
L'edat mediana era de 28 anys. Per cada 100 dones de 18 o més anys hi havia 107,5 homes.
La renda mediana per habitatge era de 16.875 $ i la renda mediana per família de 18.750 $. Els homes tenien una renda mediana de 29.500 $ mentre que les dones 18.125 $. La renda per capita de la població era de 9.743 $. Entorn del 34,1% de les famílies i el 42,6% de la població estaven per davall del llindar de pobresa.

## Poblacions més properes
El següent diagrama mostra les poblacions més properes.